# الینور دوناهو
 الینور دوناهو (انگلیسی: Elinor Donahue؛ زادهٔ ۱۹ آوریل ۱۹۳۷) هنرپیشه اهل ایالات متحده آمریکا است.
از فیلم‌هایی که وی در آن‌ها نقش داشته است، می‌توان به شهر دختران اشاره نمود.

## زندگی اولیه و حرفه
دوناهو در ۱۹ آوریل ۱۹۳۷ در تاکوما، واشنگتن به دنیا آمد. او دختر دوریس جنیویو (زاده گلبا) و توماس ویلیام دوناهو بود.
دوناهو از پنج سالگی در نقش‌های رقص و کر در فیلم‌ها حضور داشت و در یک مقطع زمانی همکلاسی بارری چیس، شریک آینده فرد آستر در مدرسه باله بود. او یک بازیگر کودک بود که در تئاتر ووودویل فعالیت می‌کرد و در دوران نوجوانی در چندین نقش کوتاه در فیلم‌ها ظاهر شد، از جمله «عشق بهتر از همیشه» (۱۹۵۲) که الیزابت تیلور در آن بازی می‌کرد و «چای برای دو نفر» (۱۹۵۰) با بازی دوریس دی. او یکی از دختران فیلم «سه دختر شجاع» در سال ۱۹۴۸ بود و در فیلم «شهر دختران» (۱۹۵۹) به عنوان خواهر مامی ون دورن ظاهر شد.